# Maria (madre di Gesù)

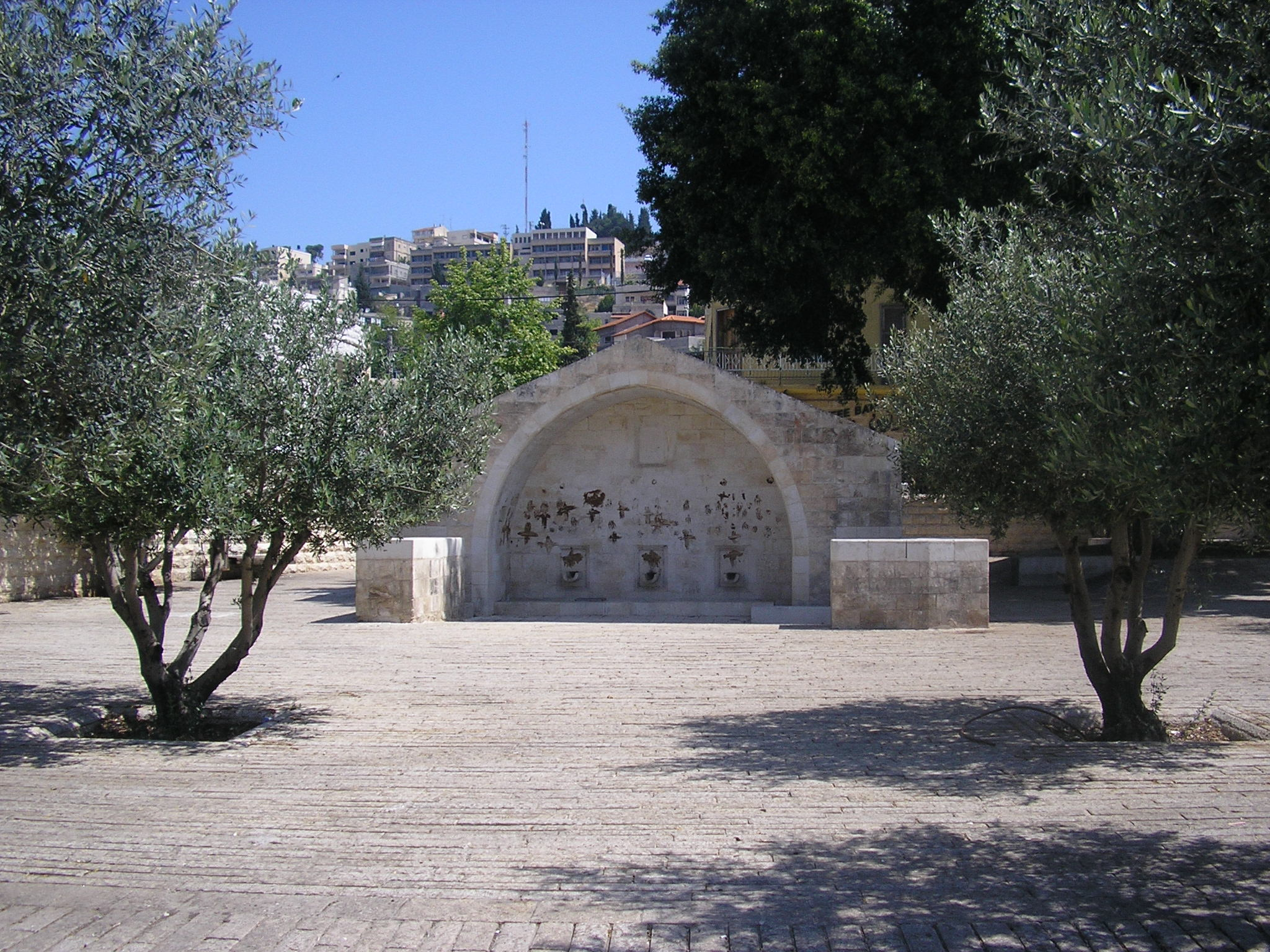
La Fontana della Vergine a Nazaret

Maria (in ebraico מרים‎?, Myrhiàm; in aramaico Maryām‎; Μαριάμ, Μαρία/Μαρίη Mar; in latino María; in arabo مريم‎?, Maryam), detta anche Maria di Nazareth, Vergine Maria o Beata Vergine Maria e tradizionalmente nota in Italia per antonomasia con il titolo di Madonna, è la madre di Gesù.

## Denominazione e titoli
Venerata come "Santissima Madre di Dio" dai cattolici e dagli ortodossi (che la onorano del titolo di Θεοτόκος, Theotókos), la sua santità è comunque riconosciuta dalla Comunione anglicana e anche da confessioni protestanti come quella luterana. Soprattutto in Italia è usato anche il titolo di Madonna.
Facendo riferimento anche al passo evangelico sotto evidenziato, Maria, la Madre di Gesù Cristo è un modo ortodosso ed esaustivo di riferirsi a Maria:
- "la" (Madre di Dio) in quanto protagonista di un evento unico e irripetibile, quale è l'Incarnazione,
- "Gesù", che in ebraico antico vuol dire Il Salvatore: il nome di persona che Ella diede a suo Figlio, secondo la volontà di Dio che gli fu annunciata dall'Arcangelo Gabriele,[Nota 1]
- "Cristo": che in greco antico vuol dire l'Unto del Signore,
- "Dio": "Figlio di Dio" nel Vangelo, e poi anche Dio stesso, come sarà compreso nella successiva definizione del Mistero della Trinità: Gesù Cristo è la Seconda Persona della Santissima Trinità.

In sintesi: Maria, da Madre di Dio (Theotókos) a Madre di Gesù Cristo.
Per completezza, l'uso del nome di sola "Madre di Cristo", noto come tesi nestoriana, fu dichiarato eretico dal Concilio di Efeso (431 d.C.).
Maria, madre di Gesù Cristo, suo unico figlio, è detta Vergine in diversi passi biblici: Atti 1:14, Matteo 2:11 e 1:23, Luca 1:27 e poi Luca 1:34-38.
Altrove, si afferma anche che Maria, madre di Gesù Cristo, era collegata alla nobile discendenza di Davide, Re di Israele: Salmi 132:11, e Vangelo di Luca 1:32; e per tramite di Elisabetta (madre del Battista), parente di Maria in Luca 1:36, dove a sua volta Elisabetta era discendente del sommo sacerdote Aronne in Luca 1:5. A tutto questo, si aggiunge la genealogia di Gesù dal ramo paterno e materno.
Alla Vergine Maria è dedicata una sūra nel Corano, anche per l'Islam essa è madre vergine di Gesù e discendente di Re Davide.
Per l'Islam, Allah è Uno (e non Trino) e totalmente trascendente, non si incarna in nessun essere umano: Gesù non è Dio, è il secondo uomo e profeta più importante della Rivelazione, dopo Maometto.

## Nella Chiesa cattolica e ortodossa

### Nei Vangeli sinottici
(Vangelo secondo Luca 1,30-31)

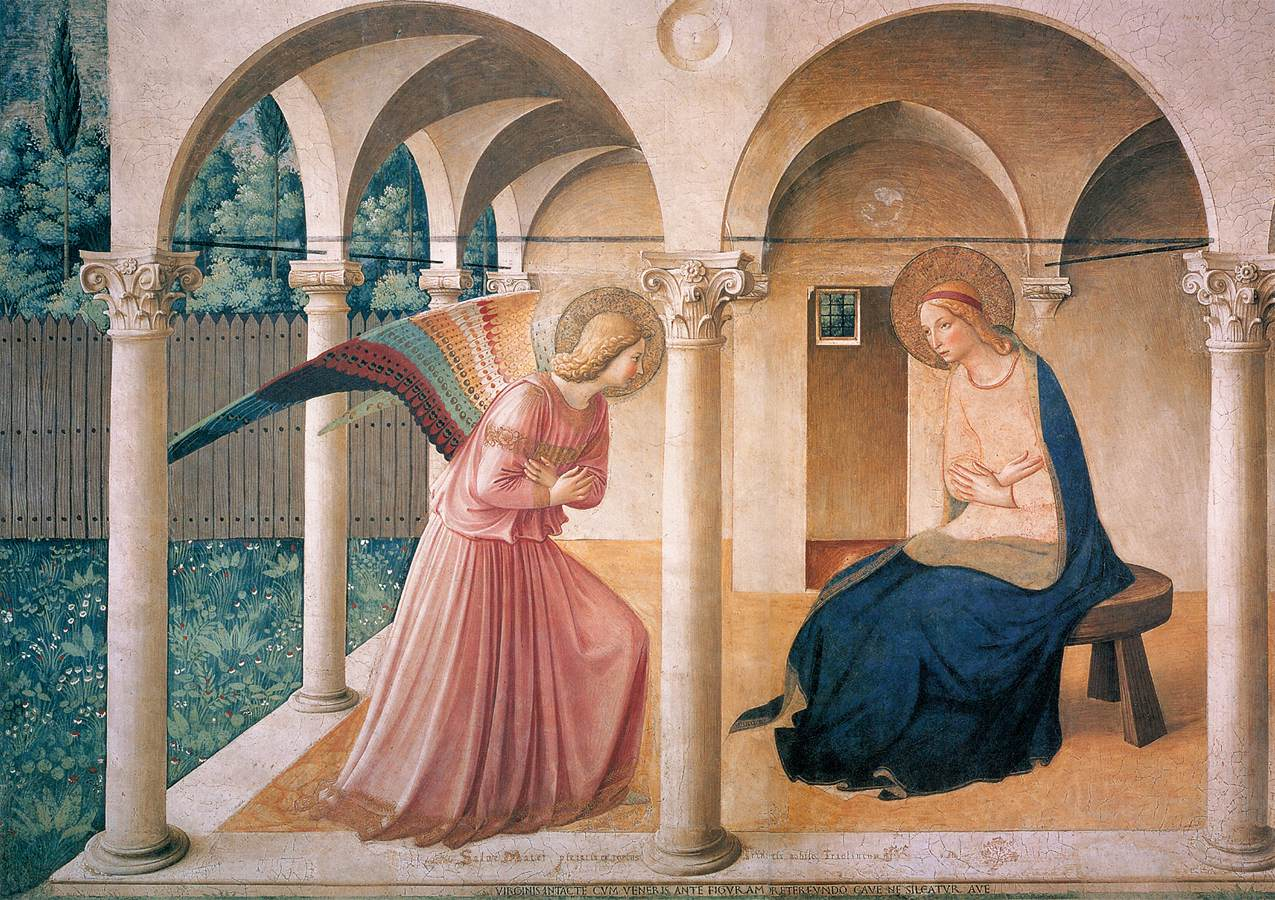
Beato Angelico, L'Annunciazione

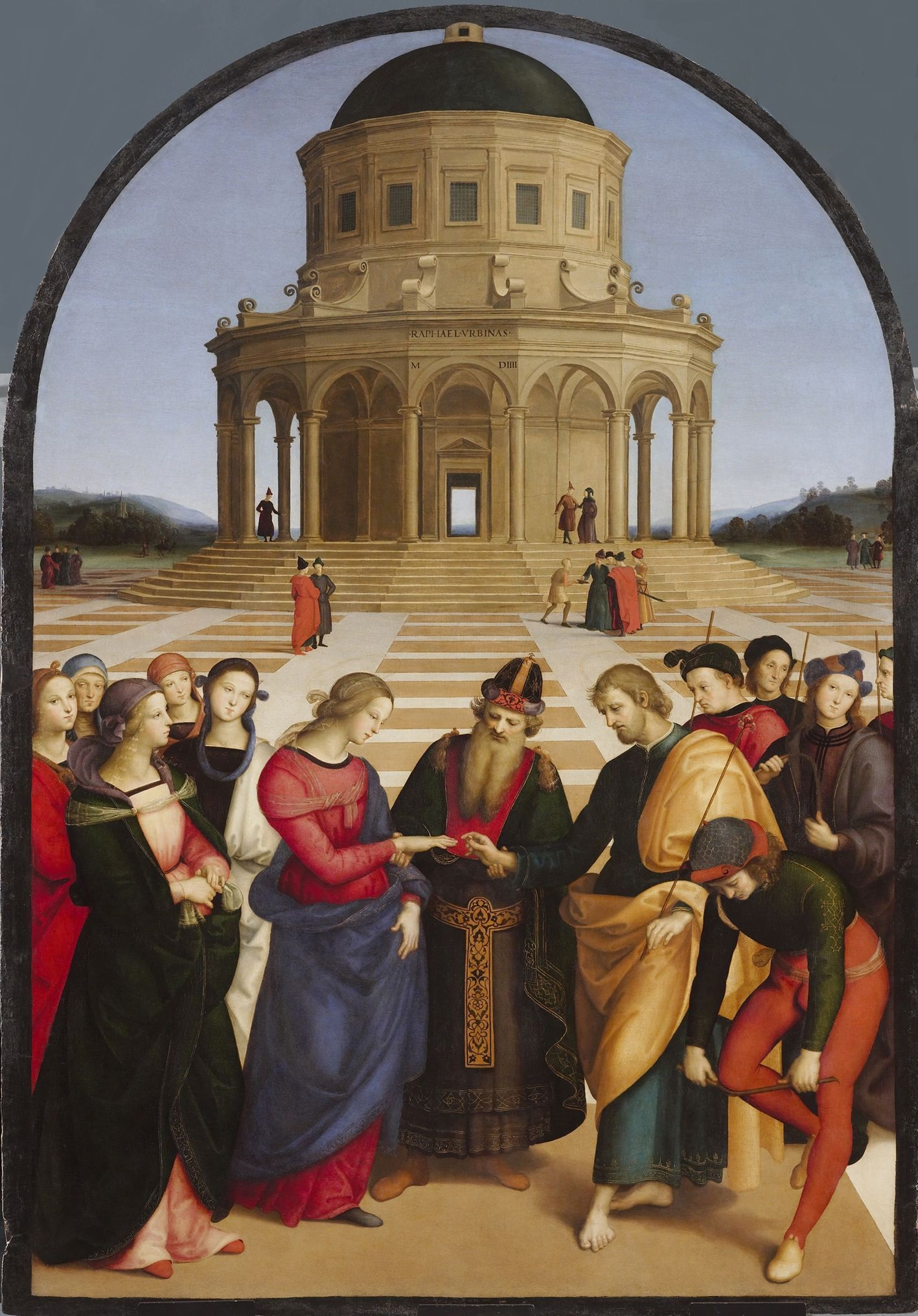
Sposalizio della Vergine (Raffaello)

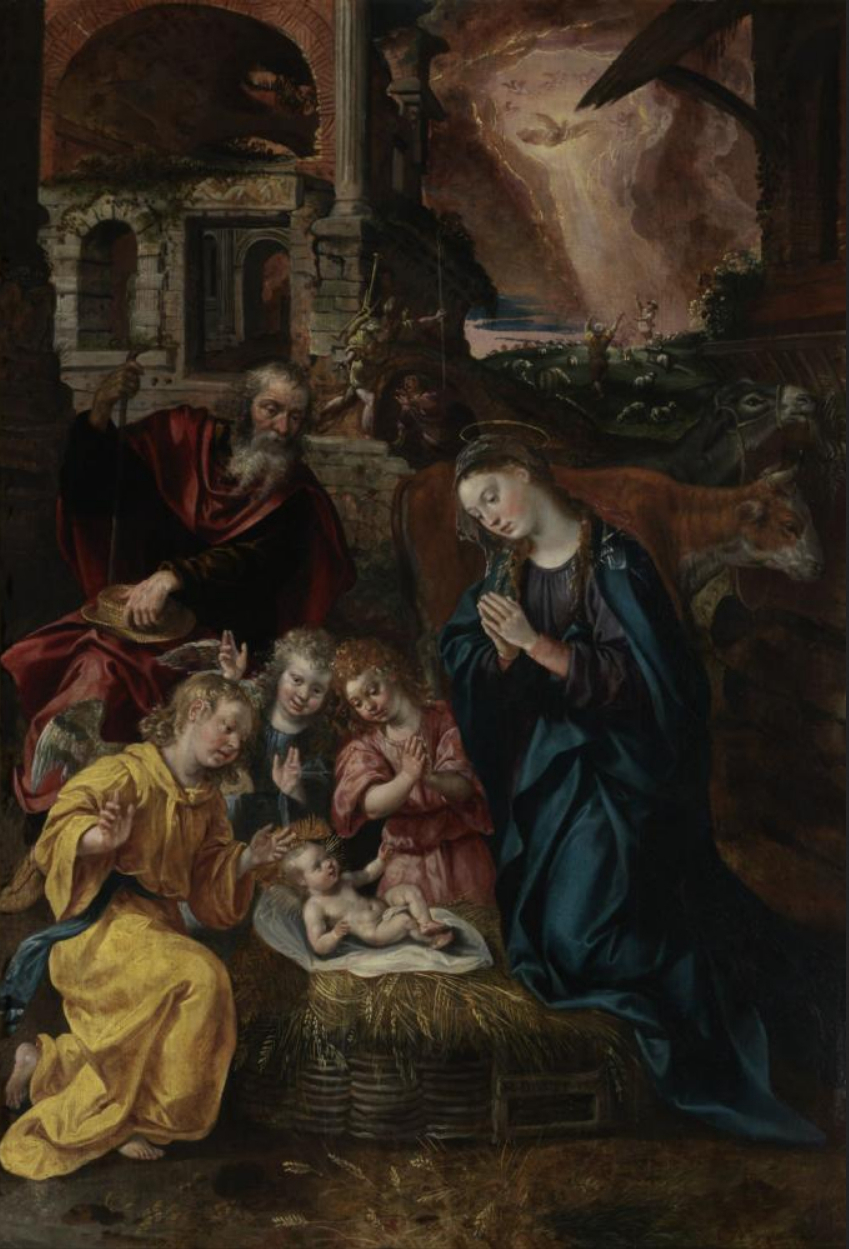
Natività, Maerten de Vos, Cattedrale di Anversa

Dei tre vangeli sinottici quello che parla più diffusamente di Maria è il Vangelo di Luca. Vi si racconta che Maria viveva a Nazaret, in Galilea, e che, promessa sposa di Giuseppe, ricevette dall'arcangelo Gabriele l'annuncio che avrebbe concepito il Figlio di Dio, senza conoscere uomo (Luca 1,26-38). Ella accettò e, per la sua completa accettazione e fedeltà alla missione affidatale da Dio, è considerata dai cristiani il modello per tutti i credenti.
Secondo i costumi del tempo, il suo fidanzamento con Giuseppe è probabilmente avvenuto in giovanissima età.

Lo stesso Vangelo secondo Luca racconta la sua pronta partenza per una città della regione montuosa di Giuda, per aiutare una parente di nome Elisabetta, anziana, incinta di sei mesi. Da Elisabetta è chiamata "la madre del mio Signore". Maria risponde proclamando il Magnificat: 
Trovandosi a Betlemme, in Giudea, con suo marito Giuseppe per il censimento indetto (Luca 2,1-2), tramite il console Quirino, dall'imperatore Augusto, partorì (in un riparo che era forse una stalla) suo figlio, al quale impose il nome di Gesù, come le aveva prescritto l'arcangelo Gabriele. Il vangelo racconta il canto degli angeli e la visita dei pastori (Luca 2,1-20), e poi dei sapienti orientali detti i Magi. Secondo Matteo, che fa risiedere la famiglia fin da principio a Betlemme (Matteo 2,1-11), seguono la persecuzione di Erode, la fuga in Egitto, la strage degli Innocenti e il ritorno a Nazaret.
Quando Gesù compì 12 anni, Maria e Giuseppe lo condussero a celebrare la Pasqua nel Tempio di Gerusalemme. Tornando a Nazaret, i genitori non trovarono più Gesù nella carovana e, preoccupati, tornarono indietro a cercarlo. Lo ritrovarono al terzo giorno nel Tempio, dove Gesù stava insegnando fra i dottori della Legge. Maria è testimone, anche senza capirne in fondo il significato, della prima volta che Gesù manifesta la coscienza di essere figlio del Padre (Luca 2,41-50).
I Vangeli ce la presentano in vari momenti vicino a Gesù nel periodo del suo ministero pubblico.

### Nel Vangelo secondo Giovanni

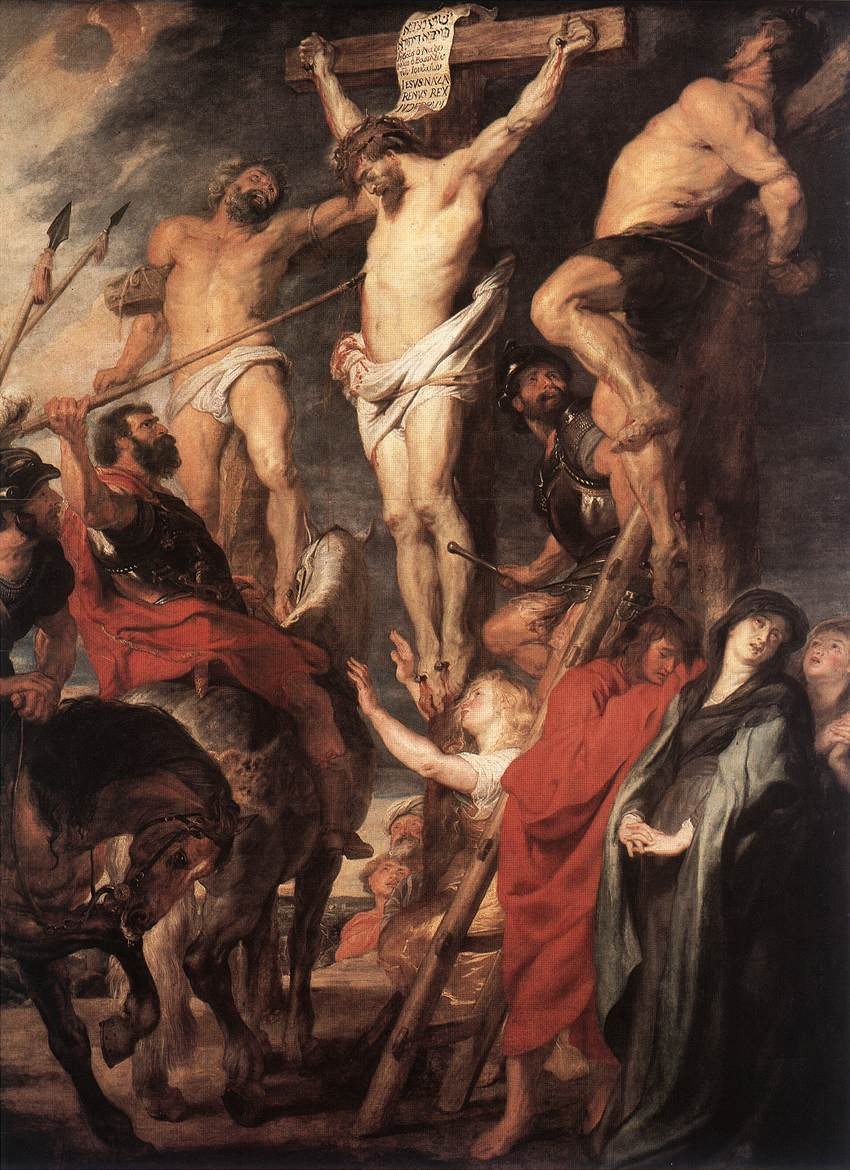
Gesù in croce tra i ladroni, Rubens

Nel Vangelo secondo Giovanni è chiamata sempre «la Madre di Gesù». I biblisti cattolici ritengono che in tale vangelo Maria sia il simbolo dell'Israele fedele, che aspetta da Gesù il dono del vino dell'alleanza nuova (Nozze di Cana). Inoltre, essa è colei che ha fatto compiere al Figlio il primo miracolo della sua vita pubblica, ed è perciò presentata come la mediatrice di tutte le grazie presso Gesù Cristo. Sul Calvario, durante l'agonia in croce, Gesù l'affida all'apostolo Giovanni e a Maria affida lo stesso apostolo: «Donna, ecco il tuo figlio». Poi disse al discepolo: «Ecco la tua Madre!». E da quel momento il discepolo l'accolse nella sua casa (Gv 19,26-27). Secondo la tradizione cattolica questo sarebbe l'atto che la costituisce Madre dei credenti. Secondo alcuni studiosi, inoltre, l'affidamento di Maria a Giovanni negherebbe implicitamente la tesi circa altri presunti figli di Maria e Giuseppe: non si comprenderebbe infatti il motivo per il quale Gesù affida Maria a Giovanni apostolo ed evangelista se fossero stati presenti altri figli di Maria.
Secondo la tradizione e gli Atti degli Apostoli, Giovanni viaggiò molto, nonostante l'età avanzata, spingendosi fino in Anatolia.
A Efeso, dove scrisse il Vangelo, si trova un santuario costruito sulla Casa di Maria, meta secolare di pellegrinaggi dei fedeli cristiani e musulmani.

### Negli Atti degli Apostoli

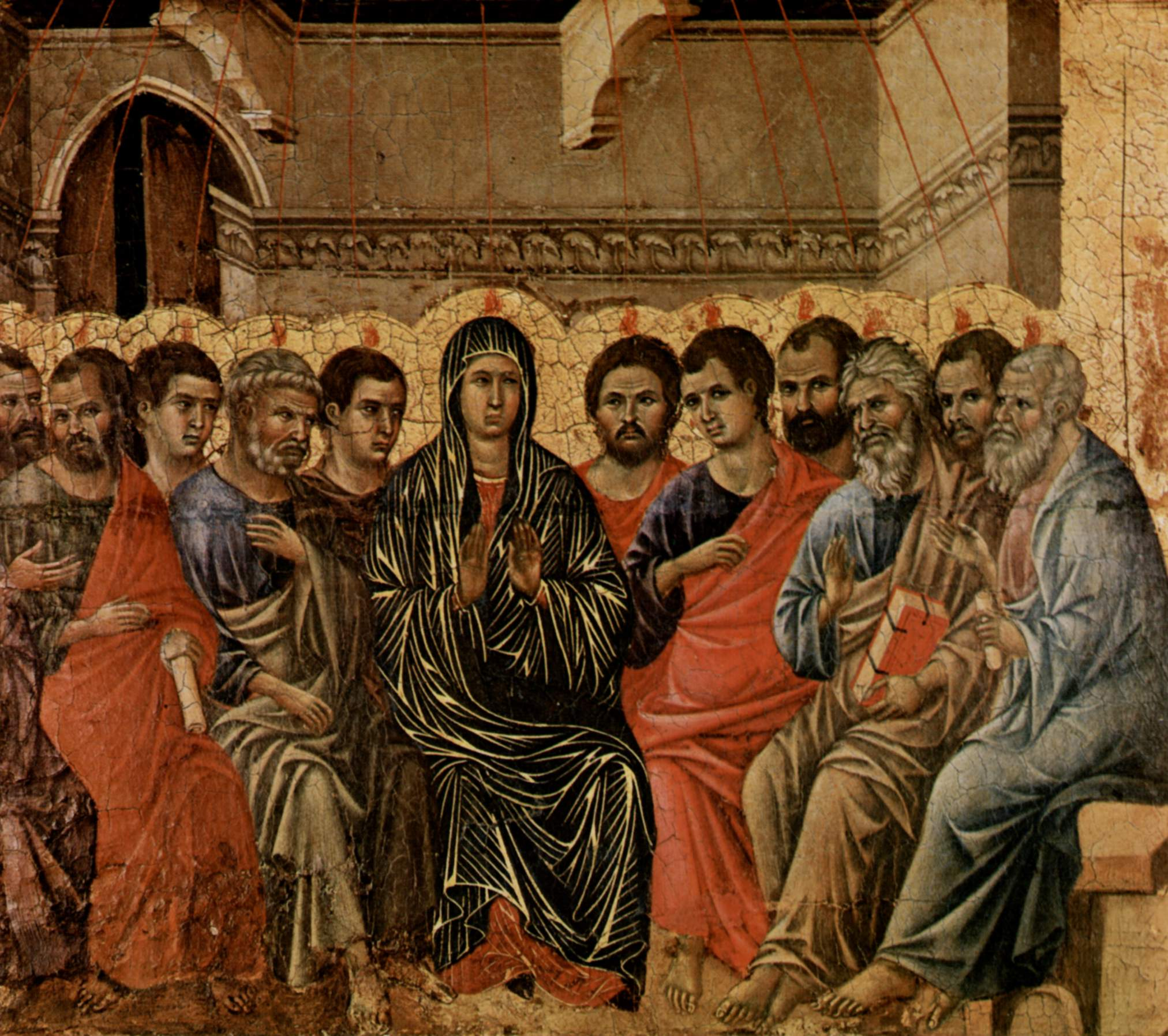
Pentecoste, Duccio di Buoninsegna

Negli Atti degli Apostoli è presentata in preghiera insieme con gli apostoli e i discepoli in attesa della venuta dello Spirito Santo
Secondo la visione cattolica, Maria fu la persona più importante a cui gli stessi apostoli e discepoli fecero riferimento, dopo la discesa dello Spirito Santo su di essi il giorno della Pentecoste, momento che sancisce la nascita della Chiesa.
(Atti 2:42-45)
La citazione fa vedere chiaramente che negli Atti degli Apostoli con le parole "fratelli di Gesù" non si intendevano i fratelli di sangue in Cristo (altri figli di Maria Vergine), ma i "fratelli in spirito" di Emmanuele (Dio-con-noi, Isaia 7:14), chiunque dei primi cristiani condivideva tutti i propri averi con la restante comunità: la frazione del pane, la preghiera, i suoi danari e le sue proprietà.

### Nei vangeli apocrifi

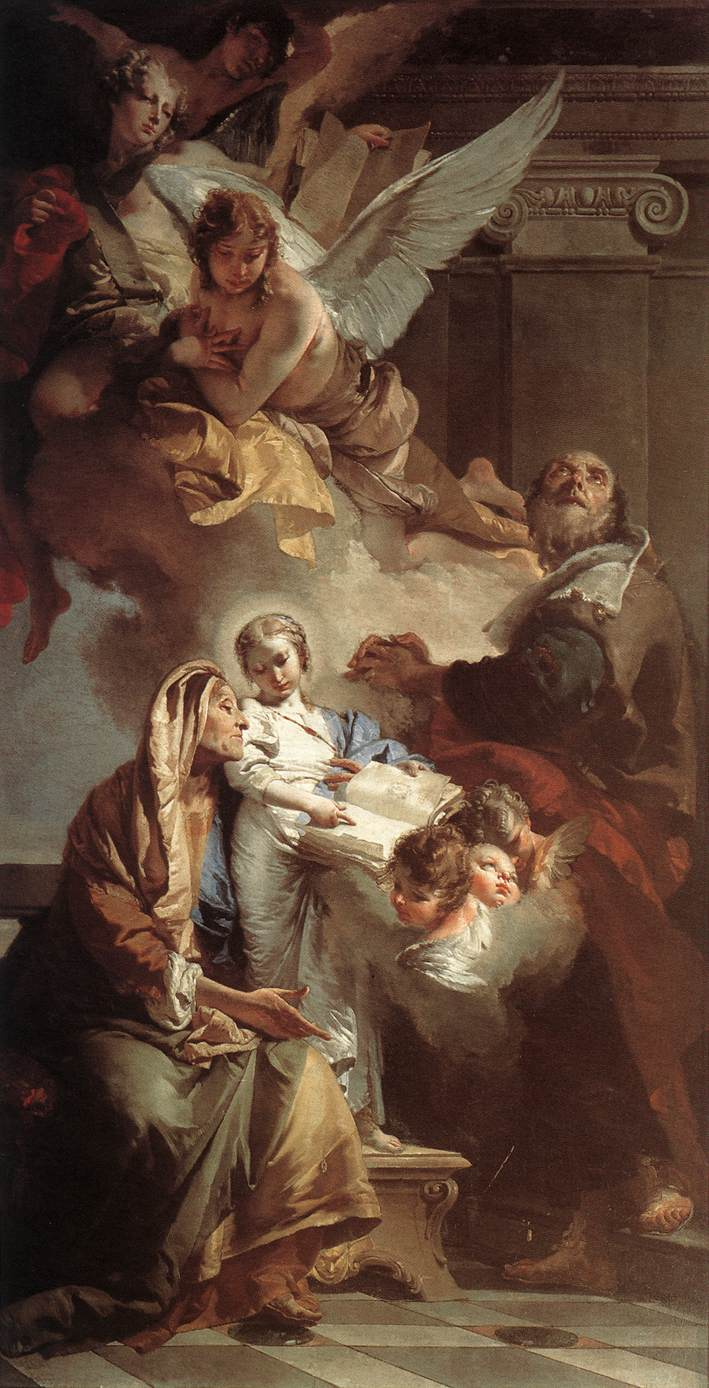
L'educazione della Vergine Giambattista Tiepolo

Secondo quanto scritto nel Protovangelo di Giacomo i genitori di Maria si chiamavano Anna e Gioacchino e concepirono Maria in tarda età, senza menzione dell'ausilio della grazia divina, dopo una vita sterile.
Nelle antiche società patriarcali, come quella ebraica, la sterilità era fonte di vergogna fuori dall'ambito della propria dimora, in quanto la procreazione dei figli era ritenuta il principale fine divino e naturale, e dovere della famiglia durante il matrimonio.
Nel Vangelo canonico, qualcosa di simile accade anche a Zaccaria ed Elisabetta, genitori di Giovanni il Battista, ma con queste differenze molto importanti:
- l'Annunciazione dell'Arcangelo Gabriele, che preannuncia il miracolo della gravidanza donato dallo Spirito Santo;
- Zaccaria, pure marito di una donna non fertile, accede ai gradi più alti della società giudaica, quale sommo sacerdote della ottava Classe, quella di Abia.

Secondo la tradizione, Anna, Gioacchino e Maria abitarono a Gerusalemme, nei pressi dell'attuale Porta dei Leoni, nella parte nord orientale della città vecchia, laddove ci sono i resti della piscina di Betzaeta. Oggi in questa zona sorge una chiesa costruita dai crociati nel XII secolo e dedicata a sant'Anna.
Maria, che imparò a camminare a sei mesi, rimase nel tempio dall'età di tre anni fino al periodo della pubertà. A 14 anni il sommo sacerdote, per trovare uno sposo a Maria, ordinò che tutti i celibi della casa di Davide si presentassero al tempio con le loro verghe: Colui a cui il Signore manda un prodigio sarà lo sposo di Maria. Il Sommo Sacerdote prendeva le doghe dai celibi, entrava nel tempio e pregava, e quando ebbe finito, restituiva le doghe ai rispettivi proprietari. Quando Giuseppe prese l'ultima verga, una colomba uscì e volò sopra la sua testa, e il Sommo Sacerdote disse a Giuseppe: “Tu sei quello designato a sorte, per prendere sotto la tua cura la Vergine del Signore."
Secondo il vangelo apocrifo di Bartolomeo una prima annunciazione fu data a Maria nel tempio stesso di Gerusalemme.
Dio disse a Maria:
La vera e propria annunciazione secondo alcuni avvenne alla fontana, altri invece dicono che avvenne a casa sua.
L'annunciazione dell'arcangelo Gabriele a Maria è collocata secondo la tradizione il 25 marzo, per rispettare il tempo di nove mesi esatti dalla nascita di Gesù fissata il 25 dicembre.
Il Vangelo secondo Filippo trova assurdo che Maria abbia concepito suo figlio per opera dello Spirito Santo (in ebraico ruah, "spirito", è femminile).
Quando mai una donna ha concepito per opera di una donna?»
(par. 20, tr Moraldi, p. 52)
(par. 30, tr Moraldi, p. 52)
Solo Gesù Cristo è l'(Unigenito) Figlio di Dio Salvatore, e Dio nello stesso tempo. Gesù Cristo, vero Dio e vero Uomo, in quanto Dio non poteva in alcun modo nascere dall'unione carnale di due esseri umani, quanto il servitore non può essere più grande del suo padrone (Gv 15:18-21), e l'effetto (l'Uomo creato da Dio a Sua immagine e somiglianza) non può essere più grande della sua Causa.

### Nel primo millennio cristiano
La figura di Maria nel primo millennio del cristianesimo è stata oggetto di alcune definizioni dogmatiche, comuni quindi alle Chiese orientali e occidentali, ad esempio:
- Nascita verginale[Nota 6]: il concepimento di Gesù senza padre umano, riportato nel vangelo di Matteo:

- Theotókos ("Madre di Dio"): titolo dato nel 431 dal concilio di Efeso: è un'affermazione volta a sottolineare l'unicità della persona di Cristo nelle due nature, umana e divina (communicatio idiomatum).
- Verginità perpetua: dopo la nascita di Gesù, Maria non ha avuto altri figli, rimanendo sempre vergine prima, dopo e durante il parto (II concilio di Costantinopoli, anno 553).

### Nella teologia cattolica

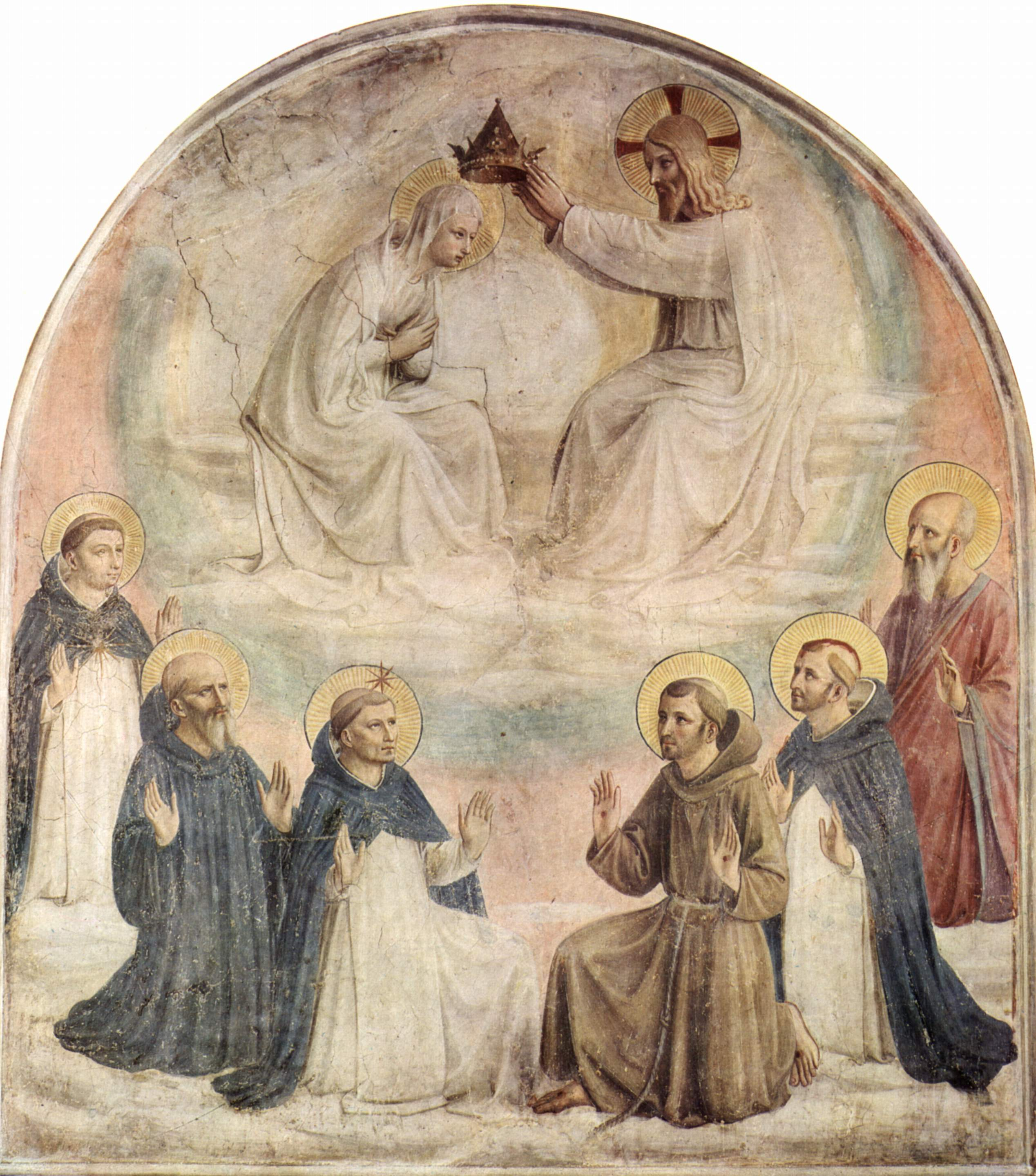
Incoronazione della Vergine, Beato Angelico 1438-1440

I cattolici si rivolgono a lei con molti titoli. In Italia, ma non nella liturgia, viene normalmente chiamata Madonna (dal latino mea domina, "mia signora"). Altri sono: Maria Vergine, Maria Immacolata, Maria Assunta, che fanno riferimento alle definizioni dogmatiche, mentre moltissimi altri titoli fanno riferimento a luoghi o eventi di particolare devozione, come Maria Ausiliatrice, Maria Consolata, Madonna di Lourdes, di Fatima o di Loreto, Madonna della Neve o delle Galline, Madonna delle Grazie, Madonna del Carmine, Madonna Addolorata, Madonna di Sirino.
Fra le preghiere che le vengono rivolte la più comune è l'Ave Maria, nella quale nella prima parte si ripetono il saluto dell'angelo al momento dell'annunciazione e quello di Elisabetta all'inizio della visitazione (secondo il Vangelo di Luca, I, 28 e I, 42); la seconda parte è un'invocazione di origine più tarda, nata in ambito ecclesiastico.
Il magistero cattolico, negli ultimi due secoli, ha chiarito e definito come dogmi due antiche credenze che la riguardano:
- l'Immacolata Concezione (nel 1854). Maria è considerata priva del peccato originale fin dal concepimento. La definizione dogmatica pose fine a una controversia che si era sviluppata a partire dal Medioevo nella Chiesa latina, ripresa più tardi dal protestantesimo;
- l'Assunzione (nel 1950). Maria è considerata partecipe anticipatamente della resurrezione che sarà di tutti i cristiani alla fine dei tempi. La tarda definizione di questo dogma non fu causata da una controversia, ma sanzionò una credenza che era già diffusa nel primo millennio, e infatti essa è ritenuta anche nelle Chiese ortodosse (la cosiddetta dormizione di Maria), pur senza essere da esse definita come dogma. Al termine della sua vita terrena, afferma il dogma proclamato da papa Pio XII il 1º novembre 1950, la Vergine Maria venne trasportata, anima e corpo, in Cielo (venne "assunta", ricevuta, in Cielo), sulla scorta del convincimento dell'antichità cristiana di un somnium Mariae (sonno di Maria), anziché di una morte vera e propria. Pertanto al momento della conclusione della sua vita, momento chiamato anche "Dormizione", essa ricominciò subito a vivere, con il suo corpo risorto, nel Paradiso, accanto a suo Figlio Gesù. A Gerusalemme vi sono due luoghi che la tradizione collega alla sua morte: la chiesa della Dormizione, sul monte Sion, posta nel luogo in cui Maria si sarebbe "addormentata", e la chiesa della Tomba di Maria, nella valle del Cedron, dove gli apostoli avrebbero deposto il suo corpo, per poi ritrovare la tomba vuota. Secondo un'altra tradizione, invece, Maria avrebbe seguito l'apostolo Giovanni a Efeso e lì sarebbe morta.

### Nella letteratura cattolica

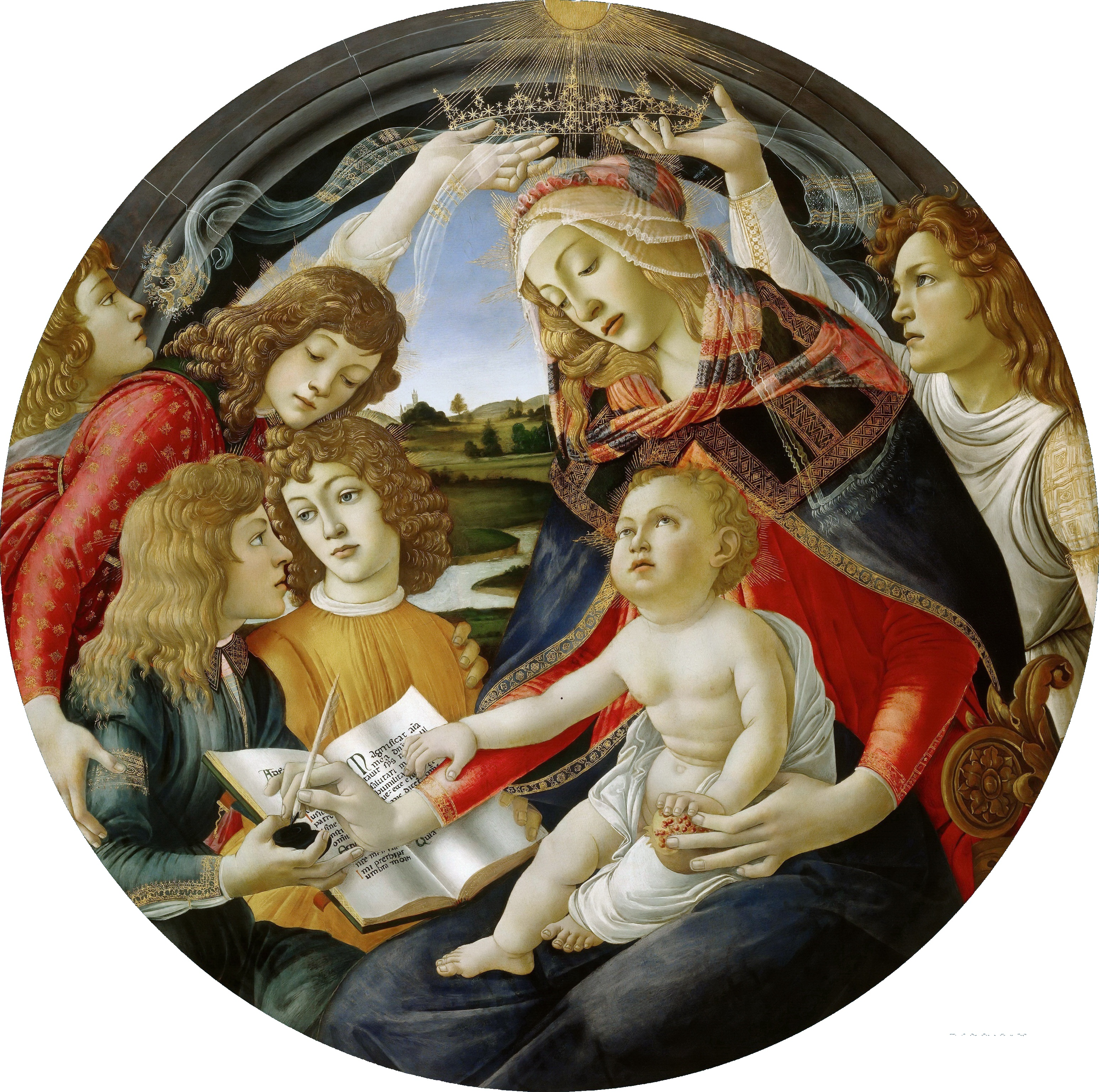
Madonna del Magnificat, Sandro Botticelli

La teologia cattolica (mariologia) ha sviluppato, nel corso dei secoli, le definizioni, le concezioni, i dogmi e dunque le corrette forme di venerazione della Vergine, basandosi però non su speculazioni astratte (cioè gnostico-intellettuali), bensì su alcune tradizioni storico-religiose del cristianesimo, come testi di santi e padri della Chiesa. Tutto ciò è oggetto di studio e di riflessione della mariologia cattolica.

Fra i santi della Chiesa latina che hanno scritto a proposito di Maria vi sono: il beato Duns Scoto, San Bernardo di Chiaravalle, San Bonaventura da Bagnoregio, San Luigi Maria Grignion de Montfort, Sant'Alfonso Maria de' Liguori, Maria di Agreda. Essa è presentata come la «Madre della misericordia», la «Speranza dei disperati», la «Regina dei miseri», la «Mediatrice di tutte le grazie», il «Refugium peccatorum» vivente. San Bernardo afferma che 
(San Bernardo di Chiaravalle, De laudibus Virginis Matris)
 e continua, dicendo che la maestà mariana non dev'essere fonte di timore o di vergogna nel pregarla (a causa dei propri peccati), al contrario: 
(San Bernardo di Chiaravalle, De laudibus Virginis Matris)
 Essa, giacché che fu eletta ab aeterno da Dio per portare il Redentore agli uomini, e dal momento in cui accettò Gesù, per opera dello Spirito Santo, è divenuta anche Madre di tutti gli uomini, dei giusti e dei peccatori che si rivolgono a Lei, e l'amore di Dio per Maria è tanto immenso, infinito e illimitato che Sant'Alfonso Maria de' Liguori le si rivolge in tal modo: 
(Sant'Alfonso Maria de' Liguori, Le glorie di Maria, cap. II)

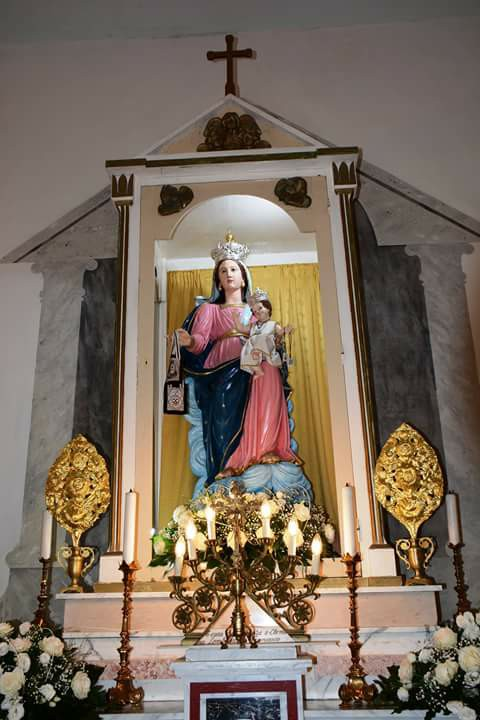
Immagine della Beata Vergine Maria del Carmelo (uno dei più antichi titoli mariani) nel piccolo santuario di Acquafondata

A tal proposito, si ricordi anche la visione di Maria contenuta nella Divina Commedia, dove Dante riporta la straordinaria preghiera del doctor marianus Bernardo di Chiaravalle (musicata, tra gli altri, da Giuseppe Verdi nei Quattro Pezzi Sacri) affinché Dante stesso possa ottenere, per grazia, la visione della Trinità divina:
tu se' colei che l'umana natura
nobilitasti sì, che 'l suo fattore
non disdegnò di farsi sua fattura.
Nel ventre tuo si raccese l'amore,
per lo cui caldo ne l'etterna pace
così è germinato questo fiore.
Qui se' a noi meridïana face
di caritate, e giuso, intra ' mortali,
se' di speranza fontana vivace.
Donna, se' tanto grande e tanto vali,
che qual vuol grazia e a te non ricorre
sua disianza vuol volar sanz'ali.
La tua benignità non pur soccorre
a chi domanda, ma molte fiate
liberamente al dimandar precorre.
In te misericordia, in te pietate,
in te magnificenza, in te s'aduna
quantunque in creatura è di bontate.»
(Paradiso XXXIII, 1-21)
Nei versi danteschi è concentrata tutta la tradizione teologica mariana, da cui il poeta infatti riprese Maria come la persona in cui si risolvono i paradossi terreni irrisolvibili («Vergine Madre,/figlia del tuo figlio»), la creatura umilissima eletta da Dio nell'eternità per la salvezza degli uomini, colei che è amata assolutamente, infinitamente e incondizionatamente dal Padre e dal Figlio, la «Mater Dei» nella e della storia, distributrice di carità per i beati e di speranza per gli uomini, la necessaria mediatrice dell'ottenimento di ogni grazia, colei per la quale Dio giunse al punto di prender su di sé la carne dell'uomo, la persona in cui si ricongiungono la perfezione ideale di una dea e la concretezza fisico-storica di una creatura.

## Nel protestantesimo

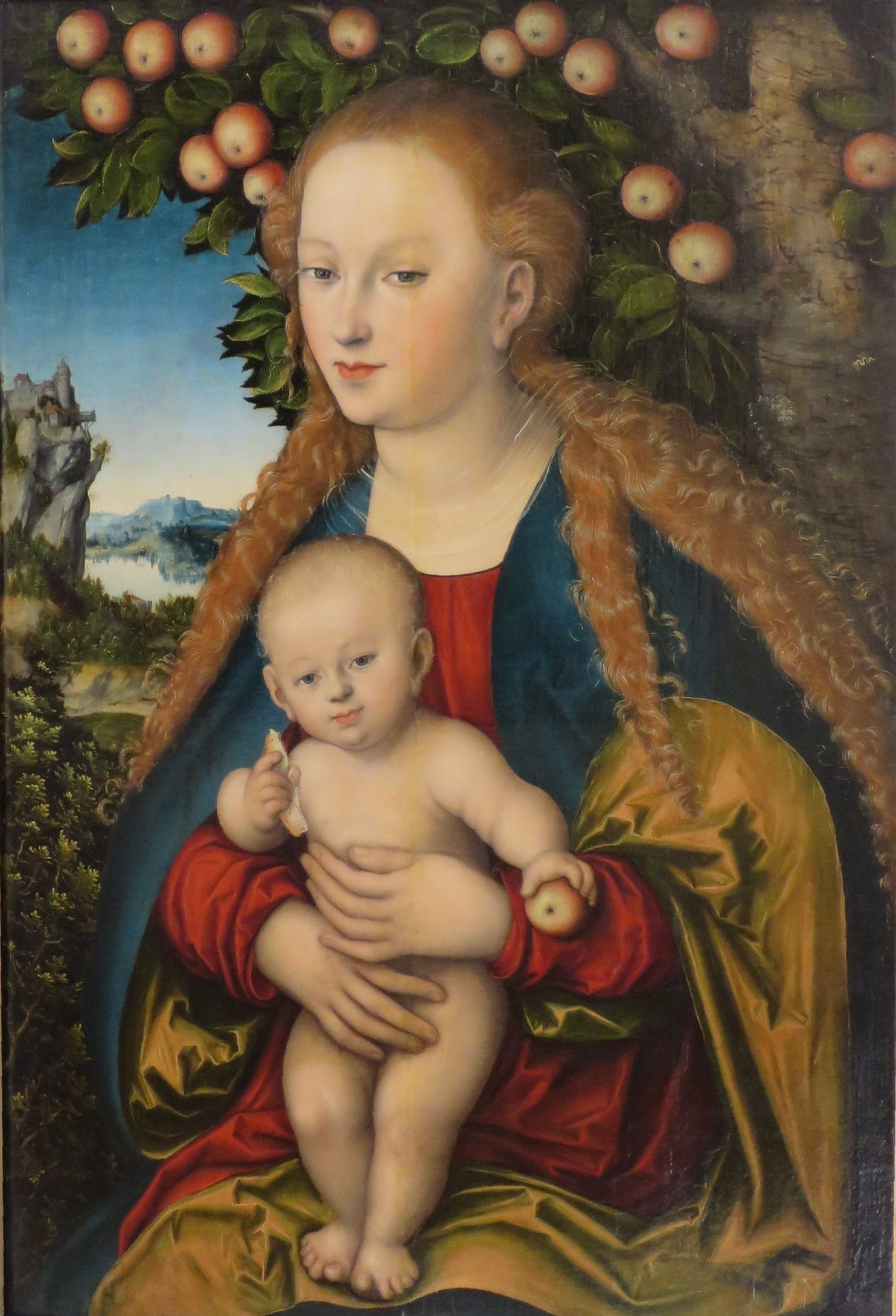
Madonna con Bambino sotto un melo, opera del pittore luterano Lucas Cranach il Vecchio

Nel protestantesimo le opinioni riguardo a Maria assumono differenti sfumature, tuttavia concordano nel ritenere eccessiva l'enfasi che viene data alla sua figura nella Chiesa cattolica e, disapprovando il culto dei santi, ritengono che il culto di iperdulìa tributato a Maria sia inconciliabile con la dottrina di Gesù quale unico Mediatore tra Dio e l'uomo (cfr. 1Tim 2:5).
I riformatori del XVI secolo in generale mantennero i dogmi del primo millennio secondo la formulazione dell'epoca. Lutero ad esempio ha mantenuto la celebrazione delle maggiori festività in onore di Maria rintracciabili nel vangelo secondo il calendario liturgico tradizionale, come l'annunciazione, la visitazione e la purificazione di Maria. Venne abbandonata invece la credenza dell'assunzione, tradizionalmente celebrata nella Chiesa cattolica, mentre l'immacolata concezione era all'epoca un'opinione non definita e non costituiva quindi motivo di conflitto con i cattolici.
Le chiese protestanti in genere e quelle a indirizzo fondamentalista e i testimoni di Geova, attenendosi strettamente a una lettura letteralista del testo evangelico, ritengono che Maria concepì virginalmente Gesù, ma che in seguito ebbe altri figli da Giuseppe basandosi sul fatto che nei vangeli si parla di fratelli di Gesù; rifiutano pertanto i titoli e l'onore che la tradizione cattolica ed ecclesiastica ha dato a Maria.
In seguito, da scrittori dell'Illuminismo e della teologia liberale, sono state fatte oggetto di critica diverse formulazioni tradizionali, tra cui la verginità perpetua, sostenendo che Maria avrebbe avuto anche altri figli dopo Gesù. Molti teologi protestanti di indirizzo liberale ritengono che l'intera parte iniziale del vangelo di Luca, in cui si parla in termini miracolosi della nascita verginale del Cristo, sarebbe scritta in un linguaggio mitologico e di conseguenza la figura di Maria sarebbe stata rielaborata nel corso dei secoli secondo questo genere letterario.
La recente valorizzazione delle figure femminili nella Bibbia sta comunque portando molti teologi protestanti a una riscoperta della figura di Maria, anche per l'esigenza di una maggiore adesione alle scritture. Di Maria, in particolare, viene posta in rilievo la presenza in tutti i passaggi chiave del Nuovo Testamento (nascita e morte di Gesù, discesa dello Spirito Santo durante la Pentecoste). Il processo di rivalutazione è facilitato anche dal graduale attenuarsi del bisogno, forte soprattutto nei secoli passati, di evidenziare le differenze rispetto alle pratiche del cattolicesimo, e in particolare dalla "mariolatria".

## Nell'Islam
Il Corano venera Maria come la donna più eccellente mai esistita, persino più della madre di Mūsā, Āsiya, della prima moglie di Maometto, Khadīja, e dell'unica figlia sopravvissuta del profeta Muḥammad, Fāṭima.
Credono anche nel suo concepimento virginale, testimoniato nella Sūra XIX del Corano, senza però considerarla "Madre di Dio", perché ʿĪsā (Gesù) è per l'Islam solo un profeta, sia pure il maggiore mandato da Allah agli uomini prima di Muḥammad, che è chiamato "sigillo dei profeti".
Nel Corano la figura di Maria (Maryam) viene ricordata più volte, oltre che nella Sūra III, dedicata alla sua famiglia (Āl ʿImrān), anche nella Sūra XIX a lei intitolata. È nominata più nel Corano che nell'intero Nuovo Testamento ed è anche l'unica donna citata con nome proprio. I musulmani la chiamano anche Sayyida, che vuol dire "Signora, Padrona" e che corrisponde pressappoco al termine cristiano "Madonna".

## Controversie teologiche

Giovan Battista Tiepolo, Immacolata concezione

L'affermazione sulla verginità perpetua di Maria ha suscitato e suscita varie prese di posizione a causa di un dogma che nella stessa chiesa cristiana destò profonde controversie, anche per il fatto che nei vangeli sono citati i fratelli di Gesù. A questo riguardo sono state proposte diverse interpretazioni; con fratelli di Gesù ci si riferirebbe, ad esempio:
- I protestanti (tranne luterani, anglicani e metodisti) rifiutano la verginità perpetua di Maria e credono che i fratelli di Gesù siano figli di Maria e Giuseppe.

- La Chiesa cattolica, seguendo Girolamo, conclude che i fratelli di Gesù erano cugini di Gesù (figli di Maria di Cleofa, sorella di Maria, la madre di Gesù), mentre la Chiesa ortodossa orientale, seguendo Eusebio ed Epifanio, sostiene che fossero i figli di Giuseppe figli da un precedente matrimonio. All'insieme dei parenti stretti di Gesù (cattolicesimo e ortodossia): con il termine "fratello" nella lingua semitica si indicavano anche rapporti di parentela più larghi; nel libro della Genesi ad esempio, Abram zio di Lot (fratello di Aran suo padre, Gen 11,27) definisce suo nipote "fratello", come nel seguente versetto: Gen 13,13. "Abram disse a Lot: «Non vi sia discordia tra me e te, tra i miei mandriani e i tuoi, perché noi siamo fratelli»". Secondo la mentalità semitica quindi non esisterebbe contrasto con il Nuovo Testamento.

Sul concepimento verginale di Maria, una testimonianza risiede proprio nella Bibbia, in Matteo 1,25, dove l'evangelista scrive di Giuseppe "senza che egli la conoscesse, ella diede alla luce un figlio ed egli lo chiamò Gesù". Di certo il verbo "conoscere" nei succitati versi non assume il significato consueto di apprendere nozioni o di avere rapporti di familiarità e amicizia con qualcuno, in quanto in entrambi i versi abbiamo come conseguenza o come impedimento un concepimento o un parto. Da Matteo 1,25 possiamo quindi dedurre che Giuseppe e Maria prima della nascita di Gesù non ebbero rapporti carnali.

Vi è da considerare Luca 1,34 dal quale si evince indubbiamente il voto di Maria alla verginità:
Allora Maria disse all'angelo: "Come è possibile? Non conosco uomo".»
Quest'ultima affermazione ha da sempre suscitato dibattito tra i teologi e gli esegeti. Fu Agostino di Ippona a spiegare questa frase come un voto di verginità di Maria, che avrebbe poi contratto il fidanzamento "per avere un protettore della sua verginità". Tuttavia questa spiegazione non trova concordanza con la realtà storica del giudaismo e "una risposta convincente non è stata trovata dall'esegesi moderna".

## Culto mariano

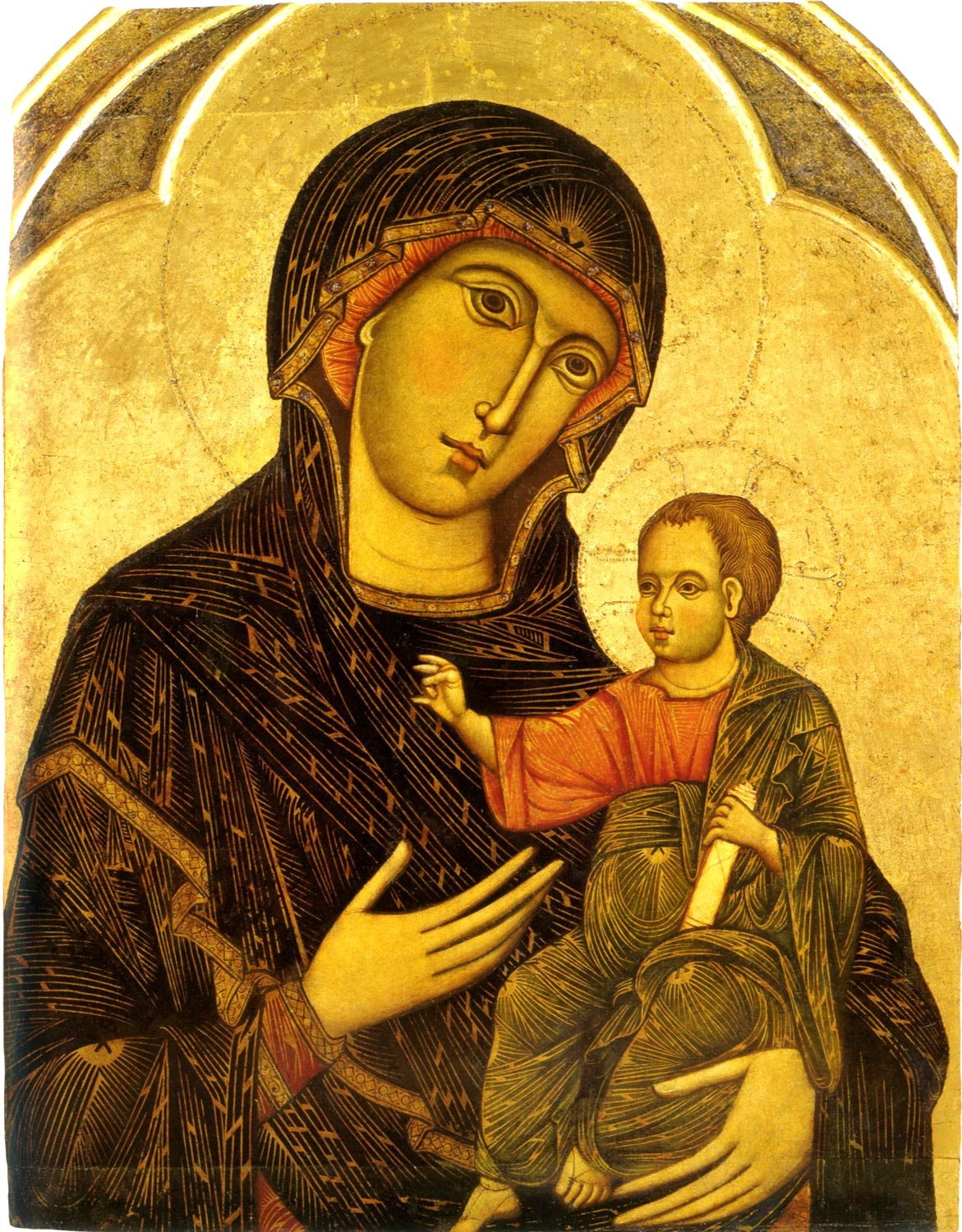
La Madonna, che è vista spesso come immagine della Chiesa che in sé custodisce Gesù

Il culto di Maria madre di Gesù ha origini remote, probabilmente risalenti alla chiesa primitiva. Un'antica tradizione cristiana narra che, laddove sorge la Basilica dell'Annunciazione a Nazaret, un tempo sorgeva la "casa di Maria". Nei primi secoli un movimento eretico detto colliridianismo, giunse addirittura ad adorare Maria come divinità..
Ricerche archeologiche condotte alla fine degli anni sessanta dall'italiano Camillo Bellarmino Bagatti documentano che l'attuale Basilica dell'Annunciazione è stata edificata su una più antica basilica bizantina del V secolo, che a sua volta è stata costruita su una chiesa del III secolo. Sotto quest'ultima è stata scoperta una costruzione rurale sulla cui parete sono stati ritrovati graffiti in lingua greca risalenti al II secolo, nei quali è scritto: "Luogo sacro a Maria" e "Kaire Maria" (Greco: XE MAPIA; ital.: "Ave Maria", nda).
La Chiesa latina, come anche le chiese orientali, ha sviluppato il culto per Maria sia nella liturgia sia nella devozione privata. Oltre a ciò, Maria è vista anche come modello di imitazione.
Dal punto di vista teologico, la sua opera di mediazione tra Dio e l'umanità si spiega con l'investitura che ricevette da Gesù sulla croce, quando nell'Ecce Homo Gesù Cristo la affidò ai piedi della Croce a San Giovanni Apostolo, il discepolo più amato, e per suo tramite quale grazia dell'intero genere umano. Gesù Cristo è il sacrificio sostitutivo perfetto offerto una volta per tutte (Ebrei 7:27) , e il «primo mediatore tra Dio e il genere umano» (1 Timoteo 2:5), cui, in ordine, seguono questi altri mediatori: 

2°) Maria, Santa Madre Immacolata Vergine Assunta Corredentrice (iperdulia);

3°) San Giuseppe Suo Sposo (protodulia);

4°) San Michele Arcangelo, primo principe dell'angelica celeste milizia;

5°) dulia di tutti gli altri santi.

Soprattutto dopo l'ascensione di Gesù, Maria rimase il punto di riferimento per la comunità dei credenti appena sorta: ogni giorno gli apostoli con Lei si riunivano per ore in preghiera (Atti 2:42), assidui nella frazione del pane, preservando l'unità di fronte alle nuove sfide e alle potenziali discordie che caratterizzarono la primissima era cristiana. Il culto verso la Beata Vergine andò poi aumentando fino a quando si arrivò a una notevole diffusione dopo il Concilio di Efeso (431), che la riconobbe ufficialmente come "Madre di Dio".
La veggente di Fatima, Lucia, ha affermato che «da quando la Vergine SS. ha dato grande efficacia al S. Rosario, non c'è problema né materiale, né spirituale, nazionale o internazionale, che non si possa risolvere con il S. Rosario e con i nostri sacrifici». E ancora: «Lo scadimento del mondo è senza dubbio frutto della decadenza dello spirito di preghiera. È stato in previsione di questo disorientamento che la Madonna ha raccomandato con tanta insistenza la recita del Rosario». In questo senso, la preghiera diviene per un cristiano più importante di un Sacramento.
Nell'esortazione apostolica Marialis Cultus di papa Paolo VI del 1974 al culto di Maria vengono date le seguenti indicazioni: esso deve attingere il più possibile alle Sacre Scritture, va collocato nel ciclo annuale delle liturgie ecclesiastiche, ha un orientamento ecumenico (volto cioè a promuovere l'unità dei cristiani), e guarda a Maria come a un modello di vergine, di madre e di sposa. 

Sull'importanza del Rosario è tornato papa Giovanni Paolo II, che definì Paolo VI suo mentore e maestro, con la lettera apostolica Rosarium Virginis Mariae del 2002 per aggiungere ai quindici tradizionali misteri della gioia, del dolore e della gloria, cinque «misteri della luce» riguardanti la vita pubblica di Gesù (Battesimo, Nozze di Cana, Predicazione del Regno, Trasfigurazione, Istituzione dell'eucaristia). Giovanni Paolo II nel 1986 ha anche fatto pubblicare un nuovo messale comprendente messe specifiche da dedicare alla Santa Vergine.
A completamento, la riforma del Vaticano II eliminò la preghiera mariana e le Preci Leonine dal fine Messa, ridusse l'importanza e diffusione della devozione agli Arcangeli, e la raccomandazione della generale funzione esorcistica del Santo Rosario. Basti rileggere Genesi: 3,15: “Io porrò inimicizia tra te e la donna, tra la tua stirpe e la sua stirpe: questa ti schiaccerà la testa, e tu le insidierai il calcagno” (traduzione CEI 2008). Il Rosario è anche una preghiera contro, contro Satana, i suoi angeli apostati, i suoi ministri e servitori, e ogni male dell'anima e del corpo.
Per la Chiesa cattolica, il dogma di Maria "Santissima Madre di Dio" trova valido riscontro anche nel passo del vangelo secondo Luca 1:43, in cui Elisabetta si rivolge a Maria in questi termini: "A che debbo che la madre del mio Signore venga a me? Ecco, appena la voce del tuo saluto è giunta ai miei orecchi, il bambino ha esultato di gioia nel mio grembo. E beata colei che ha creduto nell'adempimento delle parole del Signore". Propriamente, la fede nella Santissima Madre di Dio non è un dogma mariano, ma rientra nello stesso mistero (e dogma) cristologico e trinitario: chiunque crede nella Trinità e crede che Gesù Cristo è vero Dio e vero Uomo accetta subito di conseguenza che Maria, madre di Gesù Cristo, possa chiamarsi anche Madre di Dio. In numerosi altri passi dei Vangeli e degli Atti degli Apostoli si afferma la divinità di Gesù Cristo.

### Feste mariane cattoliche

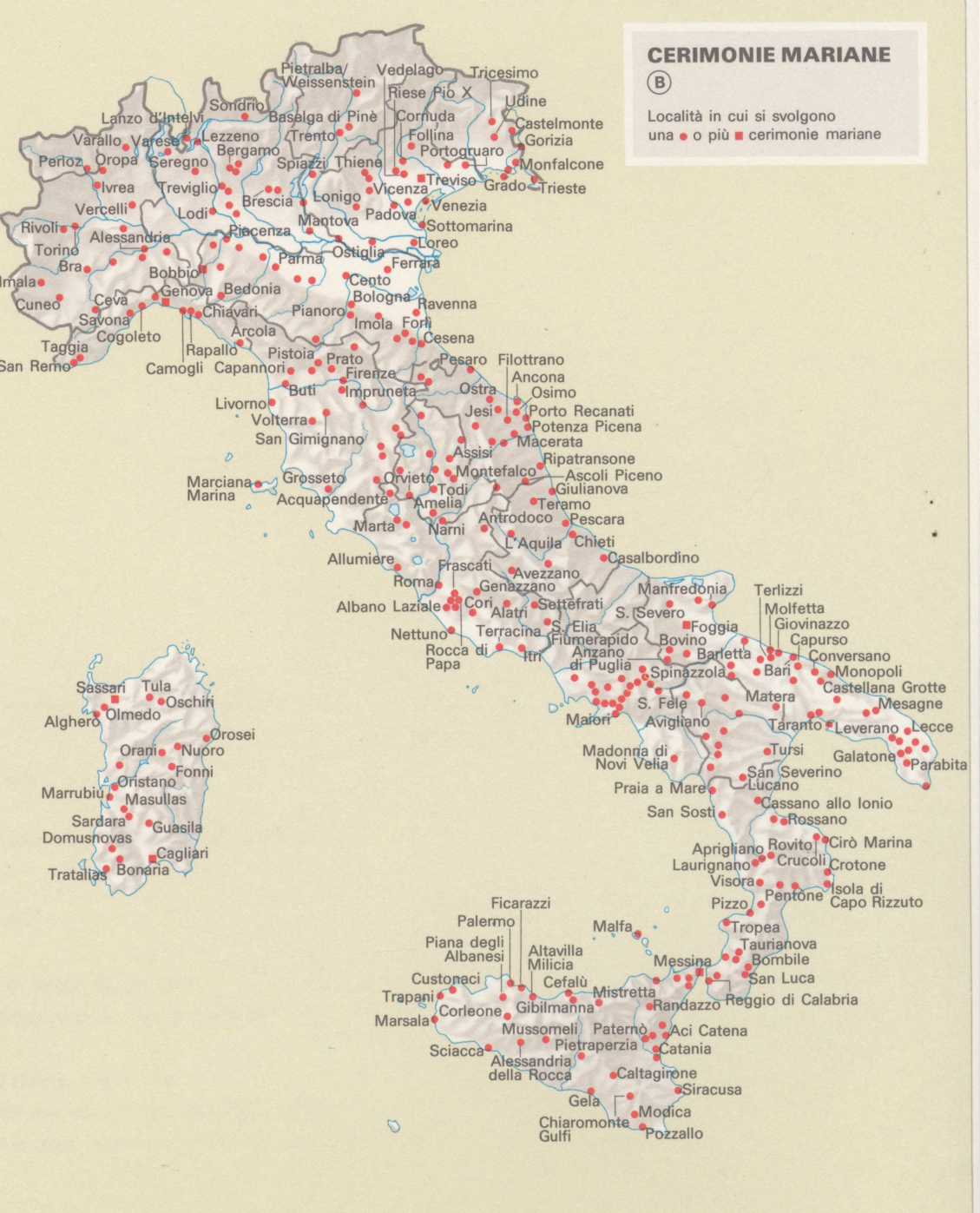
Mappa delle celebrazioni mariane in Italia

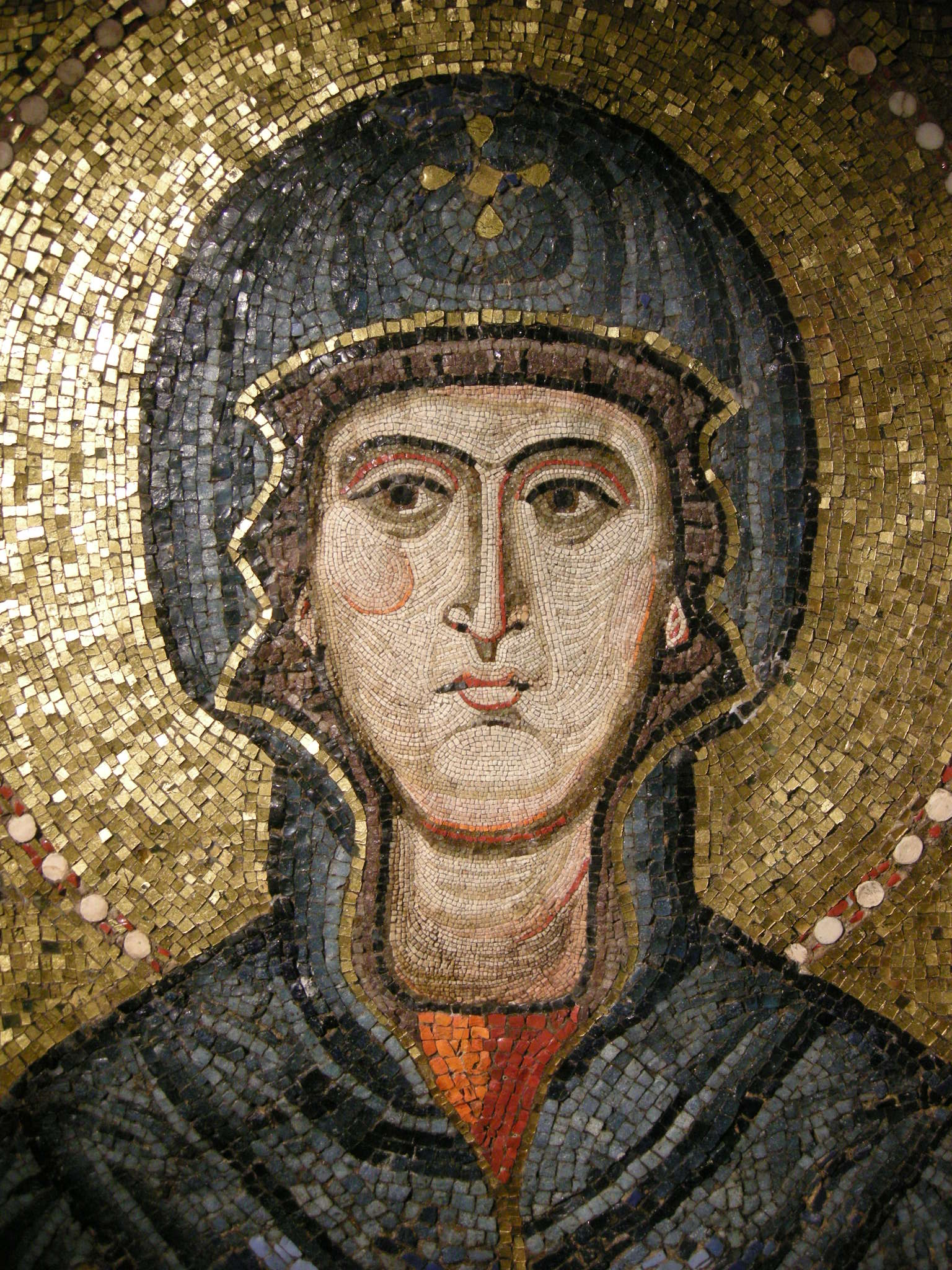
Madonna costantinopolitana, fine XI-inizio XII secolo (Museo civico medievale, Bologna)

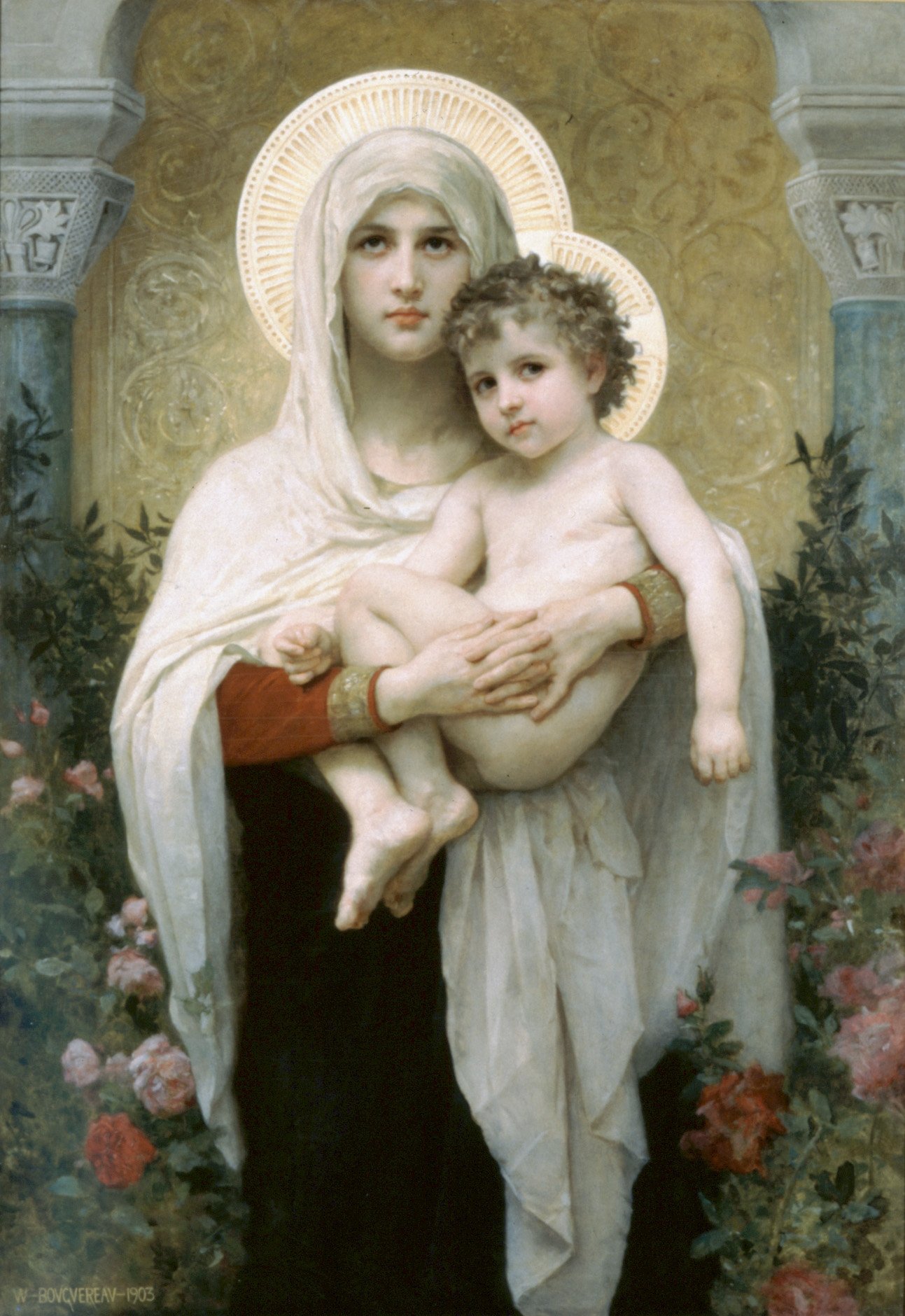
William-Adolphe Bouguereau, La Madonna delle Rose

Durante l'anno liturgico della Chiesa cattolica sono varie le feste e memorie che ricordano Maria: alcune sono universali, e sono previste come obbligatorie o facoltative per tutta la Chiesa; ma abbondano le celebrazioni locali, le cui date sono legate alle celebrazioni universali oppure alle tradizioni di particolari santuari.
Celebrazioni iscritte nel Calendario romano generale).
- 1º gennaio - Maria Santissima Madre di Dio - solennità
- 2 febbraio - Presentazione del Signore - festa[38][39]
- 11 febbraio - Nostra Signora di Lourdes - memoria facoltativa[40]
- 25 marzo - Annunciazione del Signore - solennità[38][Nota 9]
- 13 maggio - Nostra Signora di Fátima - memoria facoltativa[41]
- 31 maggio - Visitazione della Beata Vergine Maria - festa
- Lunedì dopo Pentecoste - Maria Madre della Chiesa - memoria[42]
- Sabato dopo il Sacro Cuore di Gesù - Cuore Immacolato di Maria - memoria
- 16 luglio - Beata Vergine Maria del Monte Carmelo - memoria facoltativa[43]
- 5 agosto - Dedicazione della Basilica di Santa Maria Maggiore o Madonna della Neve - memoria facoltativa[44]
- 15 agosto - Assunzione di Maria - solennità
- 22 agosto - Beata Vergine Maria Regina - memoria[45]
- 8 settembre - Natività della Beata Vergine Maria - festa
- 12 settembre - Santissimo Nome di Maria - memoria facoltativa
- 15 settembre - Beata Vergine Maria Addolorata - memoria[46]
- 7 ottobre - Beata Vergine Maria del Rosario - memoria[47]
- 12 ottobre - Nostra Signora di Aparecida - memoria facoltativa[48]
- 21 novembre - Presentazione della Beata Vergine Maria - memoria[49]
- 8 dicembre - Immacolata Concezione - solennità
- 12 dicembre - Nostra Signora di Guadalupe - memoria facoltativa
- Tutti i sabati del tempo ordinario - Santa Maria in sabato - memoria facoltativa

Celebrazioni minori o locali:
- 7 gennaio - Nostra Signora del Soccorso[50]
- 20 gennaio - Madonna del Miracolo, avvocata dell'Ordine dei Minimi
- 23 gennaio - Sposalizio di Maria con san Giuseppe
- 14 febbraio - Madre del Bell'Amore[51]
- 9 marzo - Nostra Signora dei Miracoli di Motta di Livenza[52]
- 17 marzo - Nostra Signora della Scoperta dei Cristiani in Giappone[53]; Beata Vergine Maria Madre delle Grazie[54]
- 18 marzo - Nostra Signora della Misericordia[55]
- 24 aprile - Nostra Signora di Bonaria
- 25 aprile - Beata Vergine Maria del Buon Consiglio[56]; Nostra Signora della Cabeza[57]
- 27 aprile - Nostra Signora di Montserrat[58]
- 29 aprile - Madonna della Ghiara[59]
- Giovedì della VI settimana di Pasqua - Madonna di San Luca[60]
- 1º maggio - Nostra Signora dell'Africa[61]; Maria Patrona della Baviera[62]; Nostra Signora del Laus[63]
- 3 maggio - Nostra Signora Regina della Polonia[64]
- 4 maggio - Nostra Signora delle Grazie[65]
- 6 maggio - Nostra Signora della Montagna[66]
- 8 maggio - Beata Vergine Maria del Soccorso; Nostra Signora di Luján[67]; Nostra Signora del Toro[68]
- 9 maggio - Madonna delle grazie
- 13 maggio - Nostra Signora de los Desamparados[69]; Nostra Signora di Argame[70]
- Sabato prima della II domenica di maggio - Beata Vergine delle Grazie[71]
- 15 maggio - Madonna delle Grazie di Montenero[72]; Nostra Signora del Porto[73]
- 22 maggio - Nostra Signora del Buon Soccorso[74]
- 24 maggio - Maria Ausiliatrice[75]
- 26 maggio - Nostra Signora di Caravaggio[76]
- 3 giugno - Madonna della Lettera[77]
- 10 giugno - Nostra Signora dei Miracoli[78]
- 12 giugno - Nostra Signora di Sameiro[79]
- 17 giugno - Nostra Signora della Pergola[80]
- 18 giugno - Nostra Signora di Rokitno[81]
- 19 giugno - Nostra Signora di Moulins[82]
- 20 giugno - Maria Santissima della Consolazione[83]
- 22 giugno - Chiamata di Karmni Grima da parte di Nostra Signora di Ta' Pinu[84]
- 25 giugno - Nostra Signora Consolatrice degli Afflitti[85]
- 26 giugno - Maria Regina di tutti i Santi[86]
- 27 giugno - Nostra Signora del Perpetuo Soccorso[87]
- I domenica di luglio - Nostra Signora di Bonaria
- 2 luglio - Madonna della Bruna, Madonna delle Grazie, Madonna delle Grazie[88], Maria SS. della Visitazione, Nostra Signora di Montallegro
- 5 luglio - Nostra Signora del Rifugio[89]
- 13 luglio - Nostra Signora di Bistrica[90]
- 21 luglio - Maria Santissima della Civita[91]
- 27 luglio - Nostra Signora del Perpetuo Soccorso[92]
- 28 luglio - Regina della Pace[93]
- 2 agosto - Santa Maria degli Angeli[94]
- 3 agosto - Maria Santissima Scala del Paradiso[95]
- 5 agosto -  Nostra Signora dell'Africa[96]
- 6 agosto - Beata Vergine della Rotonda, Madre di Misericordia[97]
- 16 agosto - Nostra Signora di Trapani[98]
- 25 agosto - Nostra Signora di Monte Berico[99]
- 26 agosto - Madonna delle Grazie, Nostra Signora di Częstochowa[100]
- 29 agosto - Nostra Signora della Guardia
- 1º settembre - Maria Santissima di Gibilmanna[101]; Madonna delle Lacrime di Siracusa[102]; Madonna del Sasso[103]
- 6 settembre - Nostra Signora di Guadalupe in Estremadura[104]; Nostra Signora dei Dolori[105]
- 8 settembre - Vergine di Covadonga[106]; Madonna nera del Tindari[107]
- 9 settembre - Nostra Signora di Arantzazu[108]; Nostra Signora di Benoite Vaux[109]
- 10 settembre - Nostra Signora della Quercia[110]; Nostra Signora di Sion[111]
- 11 settembre - Nostra Signora di Coromoto[112]; Nostra Signora della Cueva Santa[113]
- 15 settembre - Nostra Signora della Bien Aparecida[114]
- 19 settembre - Beata Vergine Maria de La Salette[115]
- 24 settembre - Beata Vergine Maria della Mercede[116]
- 25 settembre - Nostra Signora di Fuencisla[117]
- 1º ottobre - Beata Vergine Maria del Rosario[118]; Nostra Signora Regina della Nigeria[119]; Nostra Signora Nostra Signora degli Angeli di El Puig[120]
- 8 ottobre - Nostra Signora d'Ungheria[121]
- 11 ottobre - Nostra Signora di Begoña[122]; Beata Vergine Maria Madre del Popolo Teatino[123]
- 12 ottobre - Nostra Signora del Pilar[124], Nostra Signora di Aitara[125]
- 19 ottobre - Nostra Signora della Salute[126]
- 25 ottobre - Nostra Signora Regina della Palestina[127]
- 9 novembre - Nostra Signora dell'Almudena[128]
- 16 novembre - Nostra Signora della Porta dell'Aurora[129]
- 17 novembre - Maria Santissima Avvocata del Popolo[130]
- 27 novembre - Nostra Signora della Medaglia Miracolosa
- 28 novembre - Nostra Signora di Kibeho[131]
- 9 dicembre - Traslazione della Santa Casa di Nazareth
- 10 dicembre - Beata Vergine Maria di Loreto[132]
- 18 dicembre - Aspettazione del parto della Vergine Maria o Madonna della Speranza.

## Iconografia mariana
La rappresentazione di Maria, sola o con il figlio Gesù, è un'icona centrale sia per la Chiesa cattolica che per quella ortodossa. La Madonna col Bambino è lo schema iconografico sicuramente prevalente: si distinguono in particolare molti sotto-tipi tradizionali, a volte noti con il nome del luogo di una copia particolarmente rinomata, come la Blachernitissa, attraverso un aggettivo che descrive una caratteristica fisica o la postura, come la Madonna Nera e la Madonna leggente, oppure attraverso l'accostamento ad oggetto, come la Madonna della Catena.
Tra le più ricorrenti rappresentazioni di Maria si ricordano la Madonna del Rosario, la Madonna della cintola, la Madonna del Latte, la Madonna dei sette dolori.
Oltre alla figura del Bambin Gesù, a Maria è spesso affiancato San Giuseppe, ad esempio nell'iconografia dello Sposalizio della Vergine, della Natività o della Fuga in Egitto, Gesù adulto (Pietà), l'arcangelo Gabriele, (Annunciazione), San'Anna (Metterza).
Talvolta Maria è rappresentata, oltre che con il Bambino, con un animale (Madonna del cardellino, Madonna del Coniglio, Madonna del gatto) o con un frutto (Madonna della Melagrana, Madonna della Mela).
L'immagine di Maria è stata a volte anche utilizzata a fini di propaganda politica (ad esempio, dal regime fascista, attraverso la diffusione dell'immagine della Madonna del fascio o della Madonna del manganello).

### Riferimenti
1. ↑  da L. Rocci, Vocabolario greco-italiano, Società Editore Dante Alighieri (ed. 2011)
2. ↑   Beata Vergine Maria Madre della Chiesa, su santiebeati.it.
3. ↑  Vangelo di Luca  Lc 1,30-31, su laparola.net.
4. ↑   Atti 1:14, su La Parola - La Sacra Bibbia in italiano in Internet.
5. ↑   Matteo 2:11, su La Parola - La Sacra Bibbia in italiano in Internet.
6. ↑   Matteo 1:23, su La Parola - La Sacra Bibbia in italiano in Internet.
7. ↑   Luca 1:27, su La Parola - La Sacra Bibbia in italiano in Internet.
8. ↑   Luca 1:34-38, su La Parola - La Sacra Bibbia in italiano in Internet.
9. ↑   Sal 132:11, su La Parola - La Sacra Bibbia in italiano in Internet.
10. ↑   Luca 1:32, su La Parola - La Sacra Bibbia in italiano in Internet.
11. ↑   Luca 1:36, su La Parola - La Sacra Bibbia in italiano in Internet.
12. ↑   Luca 1:5, su La Parola - La Sacra Bibbia in italiano in Internet.
13. ↑   Hojjatul-Islam Muhammad Saeed Bahmanpour, La figura di Maria (as) nell Islam, su Al-Islam.org, traduzione di Gruppo di Traduzione Islam Shi'ita. URL consultato il 3 maggio 2019.
14. ↑   Silvia Introvigne e Gino Ragazzino, Maria di Nazaret secondo l'Islam, in Rivista Maria Ausiliatrice, n. 9, 2004. URL consultato il 3 maggio 2019 (archiviato dall'url originale il 21 ottobre 2016).
15. ↑   Lc 1,30-31, su La Parola - La Sacra Bibbia in italiano in Internet.
16. ↑   Lc 1,26-38, su La Parola - La Sacra Bibbia in italiano in Internet.
17. ↑   "When his mother Mary had become engaged to Joseph. To judge from the rabbinic sources, betrothal or engagement in ancient Judaism took places at very early age, usually at twelve to twelve-and-a-half years".
18. ↑   Lc 2,1-2, su La Parola - La Sacra Bibbia in italiano in Internet.
19. ↑   Lc 2,1-20, su La Parola - La Sacra Bibbia in italiano in Internet.
20. ↑   Mt 2,1-11, su La Parola - La Sacra Bibbia in italiano in Internet.
21. ↑   Lc 2,41-50, su La Parola - La Sacra Bibbia in italiano in Internet.
22. ↑   Gv 19,26-27, su La Parola - La Sacra Bibbia in italiano in Internet.
23. ↑   Copia archiviata, su labibbia.org. URL consultato il 31 gennaio 2008 (archiviato dall'url originale il 16 maggio 2006). verso 26
24. ↑  Si veda, tra gli altri, Frédéric Manns, "Trenta Domande (e Trenta Risposte) Su Maria e la Nascita Di Gesù", Vita e Pensiero, 2007, p. 31
25. ↑  Qur'an 3:42; cited in Stowasser, Barbara Freyer, “Mary”, in: Encyclopaedia of the Qurʾān, General Editor: Jane Dammen McAuliffe, Georgetown University, Washington DC.
26. ↑  J.D. McAuliffe, Chosen of all women
27. ↑  J.-M. Abd-el-Jalil, Marie et l'Islam, Paris 1950
28. ↑  Qur'an 3:42; cf. trans. Arberry and Pickthall; Stowasser, Barbara Freyer, “Mary”, in: Encyclopaedia of the Qurʾān, General Editor: Jane Dammen McAuliffe, Georgetown University, Washington DC.
29. ↑  John Esposito, What Everyone Needs to Know About Islam, New York: University Press, 2002. P31.
30. ↑   Mt 1,25, su La Parola - La Sacra Bibbia in italiano in Internet.
31. ↑   Lc 1,34, su La Parola - La Sacra Bibbia in italiano in Internet.
32. 1 2   Joseph Ratzinger, L'infanzia di Gesù, Rizzoli, 2012,  p. 45.
33. ↑  Si veda  Documenta Catholica Omnia., De Ecclesiae Patribus Doctoribusque, Patrologia Graeca, Iohannes Damascenus [0675-0749], De Haeresibus (MPG 94 0677 0780), ed. J. P. Migne, Parigi, 1860, p. 727-728 (consultabile online).
34. ↑  Mario Masini, Maria, lo Spirito e la parola. «Lectio divina» di testi mariani, Paoline, 1996, pp.13-14
35. ↑  Vedi anche Camillo Bellarmino Bagatti, Nazaret nell'archeologia, Rizzoli, volume 1 p.79
36. ↑  Majernik, 2005, p. 11.
37. ↑  Pontificia Universitas Gregoriana, Gregorianum, Gregorian Biblical BookShop,  p. 482.
38. 1 2  Festa di per sé cristologica, ma che ricorda un avvenimento della vita di Gesù in cui Maria ha avuto un ruolo importante.
39. ↑  Vergine della Candelaria: solennità per il Calendario della diocesi di San Cristóbal de La Laguna.
40. ↑  Festa per il Calendario della diocesi di Spokane.
41. ↑  Festa per il Calendario della Chiesa cattolica in Angola, per il Calendario della Chiesa cattolica in Portogallo, e solennità per il Calendario della diocesi di Leiria-Fátima.
42. ↑   Decreto della Congregazione per il Culto Divino e la Disciplina dei Sacramenti sulla celebrazione della beata Vergine Maria Madre della Chiesa nel Calendario Romano Generale, su vatican.va. URL consultato il 3 marzo 2018.
43. ↑  Solennità per il Calendario della Chiesa cattolica in Cile, per il Calendario della Chiesa cattolica in Bolivia, per il Calendario della diocesi di Teano-Calvi e per il Calendario della diocesi di Vallo della Lucania.
44. ↑  Festa per il Calendario della diocesi di Reno.
45. ↑  Festa per il Calendario della diocesi di Oakland; Maria Santissima di Canneto, festa per il Calendario della diocesi di Sora-Cassino-Aquino-Pontecorvo.
46. ↑  Solennità per il Calendario della Chiesa cattolica in Slovacchia.
47. ↑  Solennità per il Calendario della prelatura territoriale di Pompei.
48. ↑  Solennità per il Calendario della Chiesa cattolica in Brasile.
49. ↑  Nostra Signora della Salute, festa per il Calendario del patriarcato di Venezia.
50. ↑  Solennità per il Calendario della diocesi di Baton Rouge.
51. ↑  Festa per il Calendario dell'Opus Dei
52. ↑  Festa per il Calendario della diocesi di Vittorio Veneto.
53. ↑  Solennità per il Calendario della Chiesa cattolica in Giappone.
54. ↑  Festa per il Calendario della diocesi di San Marino-Montefeltro.
55. ↑  Solennità per il Calendario della diocesi di Ajaccio.
56. ↑  Festa per il Calendario della sede suburbicaria di Palestrina
57. ↑  Solennità per il Calendario della diocesi di Jaén.
58. ↑  Solennità per il Calendario dell'arcidiocesi di Barcellona, per il per il Calendario dell'arcidiocesi di Tarragona, Calendario della diocesi di Girona, per il Calendario della diocesi di Lleida, per il Calendario della diocesi di Sant Feliu de Llobregat, per il Calendario della diocesi di Solsona, per il Calendario della diocesi di Terrassa e per il Calendario della diocesi di Tortosa, per il Calendario della diocesi di Urgell e per il Calendario della diocesi di Vic.
59. ↑  Festa per il Calendario della diocesi di Reggio Emilia-Guastalla
60. ↑  Solennità per il Calendario dell'arcidiocesi di Bologna
61. ↑  Solennità per il Calendario della Chiesa cattolica in Algeria e per il Calendario della Chiesa cattolica in Tunisia
62. ↑  Festa per il Calendario dell'arcidiocesi di Monaco-Frisinga
63. ↑  Festa per il Calendario della diocesi di Gap-Embrun
64. ↑  Solennità per il Calendario della Chiesa cattolica in Polonia.
65. ↑  Festa per il Calendario della sede suburbicaria di Velletri-Segni.
66. ↑  Solennità per il Calendario della diocesi di Coria-Cáceres.
67. ↑  Solennità per il Calendario della Chiesa cattolica in Argentina.
68. ↑  Solennità per il Calendario della diocesi di Minorca.
69. ↑  Festa per il Calendario della diocesi di Orihuela-Alicante, per il Calendario della diocesi di Segorbe-Castellón de la Plana e per il Calendario della diocesi di Tortosa.
70. ↑  Festa per il Calendario della diocesi di Coria-Cáceres.
71. ↑  Solennità per il Calendario della diocesi di Faenza-Modigliana.
72. ↑  Festa per il Calendario dell'arcidiocesi di Firenze e per il Calendario dell'arcidiocesi di Pisa.
73. ↑  Festa per il Calendario dell'arcidiocesi di Clermont
74. ↑  Festa per il Calendario della diocesi di Nancy.
75. ↑  Solennità per il Calendario della Società salesiana di San Giovanni Bosco, per il Calendario della Chiesa cattolica in Australia, per il Calendario della Chiesa cattolica in Slovenia e per il Calendario della diocesi di Minorca.
76. ↑  Solennità per il Calendario della diocesi di Cremona.
77. ↑  Solennità per il Calendario dell'arcidiocesi di Messina-Lipari-Santa Lucia del Mela.
78. ↑  Solennità per il Calendario della diocesi di Osma-Soria.
79. ↑  Festa per il Calendario dell'arcidiocesi di Braga.
80. ↑  Festa per il Calendario dell'arcidiocesi di Lilla.
81. ↑  Solennità per il Calendario della diocesi di Zielona Góra-Gorzów.
82. ↑  Festa per il Calendario della diocesi di Moulins.
83. ↑  Solennità per il Calendario dell'arcidiocesi di Torino.
84. ↑  Festa per il Calendario della diocesi di Gozo.
85. ↑  Solennità per il Calendario dell'arcidiocesi di Lussemburgo.
86. ↑  Festa per il Calendario dell'arcidiocesi di Ancona-Osimo.
87. ↑  Festa per il Calendario della diocesi di Salina.
88. ↑  Solennità per il Calendario dell'arcidiocesi di Benevento.
89. ↑  Festa per il Calendario della diocesi di San Jose in California.
90. ↑  Festa per il Calendario dell'arcidiocesi di Zagabria.
91. ↑  Festa per il Calendario dell'arcidiocesi di Gaeta
92. ↑  Solennità per il Calendario della diocesi di Toruń.
93. ↑  Festa per il Calendario della Chiesa cattolica in Perù.
94. ↑  Solennità per il Calendario della Chiesa cattolica in Costa Rica e per il Calendario della diocesi di Getafe.
95. ↑  Solennità per il Calendario della diocesi di Noto.
96. ↑  Festa per il Calendario della Chiesa cattolica a Capo Verde.
97. ↑  Festa per il Calendario della sede suburbicaria di Albano.
98. ↑  Solennità per il Calendario della diocesi di Trapani.
99. ↑  Festa per il Calendario della diocesi di Vicenza
100. ↑  Solennità per il Calendario della Chiesa cattolica in Polonia.
101. ↑  Solennità per il Calendario della diocesi di Cefalù.
102. ↑  Festa per il Calendario dell'arcidiocesi di Siracusa
103. ↑  Festa per il Calendario della diocesi di Lugano
104. ↑  Solennità per il Calendario dell'arcidiocesi di Mérida-Badajoz e per il Calendario della diocesi di Coria-Cáceres; festa per il Calendario della diocesi di Plasencia.
105. ↑  Festa per il per il Calendario della diocesi di Tortosa.
106. ↑  Solennità per il Calendario dell'arcidiocesi di Oviedo.
107. ↑  Festa per il Calendario della diocesi di Patti
108. ↑  Festa per il Calendario della diocesi di San Sebastián
109. ↑  Festa per il Calendario della diocesi di Verdun
110. ↑  Solennità per il Calendario della diocesi di Viterbo
111. ↑  Festa per il Calendario della diocesi di Nancy.
112. ↑  Solennità per il Calendario della Chiesa cattolica in Venezuela.
113. ↑  Festa per il Calendario della diocesi di Segorbe-Castellón de la Plana.
114. ↑  Festa per il Calendario della diocesi di Santander (in questa diocesi la Beata Vergine Maria Addolorata si celebra il 18 settembre).
115. ↑  Solennità per il Calendario dei Missionari di Nostra Signora de La Salette. Vedi 19 settembre la solennità della Nostra Signora di La Salette, Misafa, 18 settembre 2020.
116. ↑  Solennità per il Calendario liturgico proprio dell'Ordine della Beata Vergine della Mercede, approvato dalla Sacra Congregazione per il Culto Divino
il 6 giugno 1973 (Prot. n. 882/73)
117. ↑  Festa per il Calendario della diocesi di Segovia.
118. ↑  Solennità per il Calendario della Chiesa cattolica in Vietnam.
119. ↑  Solennità per il Calendario della Chiesa cattolica in Nigeria.
120. ↑  Festa per il Calendario dell'arcidiocesi di Valencia.
121. ↑  Solennità per il Calendario della Chiesa cattolica in Ungheria.
122. ↑  Solennità per il Calendario della diocesi di Bilbao.
123. ↑  Festa per il Calendario dell'arcidiocesi di Chieti-Vasto.
124. ↑  Festa per il Calendario della Chiesa cattolica in Spagna e solennità per il Calendario dell'arcidiocesi di Saragozza.
125. ↑  Festa per Calendario della Chiesa cattolica a Timor Est.
126. ↑  Solennità per il Calendario della diocesi di Terrassa.
127. ↑  Solennità per il Calendario del patriarcato di Gerusalemme dei Latini.
128. ↑  Solennità per il Calendario dell'arcidiocesi di Madrid e festa per il Calendario della diocesi di Getafe.
129. ↑  Solennità per il Calendario della Chiesa cattolica in Lituania e per il Calendario dell'arcidiocesi di Białystok; festa per il Calendario dell'arcidiocesi di Warmia, per il Calendario della diocesi di Drohiczyn, per il Calendario della diocesi di Ełk e per il Calendario della diocesi di Łomża.
130. ↑  Solennità per il Calendario della diocesi di Sessa Aurunca.
131. ↑  Solennità per il Calendario della Chiesa cattolica in Ruanda
132. ↑  Solennità per il Calendario dell'arcidiocesi di Ancona-Osimo.